# PGA Catalunya
El PGA Catalunya és un club de golf i complex turístic situat a Caldes de Malavella, la Selva. Compta amb dos camps de golf, l'Stadium Course i el Tour Course.
El complex turístic va ser creat gràcies a la col·laboració entre el Reial Automòbil Club de Catalunya, Vichy Catalan, el PGA European Tour i Sol Melià. Des de 2023, el recinte rep el nom Camiral, en al·lusió a l'antic camí ral de Girona a Barcelona.
El juliol de 2025 es va anunciar que el club seria la seu de la Ryder Cup 2031.

## Camps de golf
Els dos camps de golf de 18 forats i par 72 van ser dissenyats per Ángel Gallardo i Neil Coles.
- L'Stadium Course es va inaugurar el 1999,[7] i va acollir l'Open d'Espanya els anys 2000, 2009 i 2014.[8]
- El Tour Course va obrir el 2005. És una mica més curt i menys difícil.[9]